# Vẫn thạch Bacubirito
Vẫn thạch Bacubirito là thiên thạch lớn nhất được tìm thấy ở México, lớn thứ ba ở châu Mỹ và lớn thứ sáu trên thế giới. Vẫn thạch đã được nhà địa chất Gilbert Ellis Bailey tìm thấy vào năm 1863 tại làng Ranchito gần thị trấn Sinaloa de Leyva. Bacubirito là một vẫn thạch sắt có khối lượng từ 20 đến 22 tấn. Nó có kích thước dài 4,25 mét, rộng 2 mét và cao 1,75 mét.
Năm 1959, thiên thạch đã được di chuyển từ vị trí ban đầu của nó đến Centro Cívico Constitución, ở Culiacán. Năm 1992, một lần nữa vẫn thạch được chuyển đến Centro de Ciencias de Sinaloa, nơi nó hiện đang được trưng bày.